# Músculo abductor del dedo gordo
El músculo abductor del dedo gordo, también llamado abductor hallucis, se encuentra situado en la planta del pie. Se inserta en la tuberosidad del calcáneo y forma un vientre muscular que recorre el borde interno del pie y termina en un tendón que se inserta en la base de la primera falange del dedo gordo, concretamente en el hueso sesamoideo medial.

## Función
Produce la abducción (separación) del dedo gordo del pie y contribuye a la estabilidad de la bóveda plantar. Su función es antagónica con la del músculo aductor del dedo gordo del pie. No se ha aclarado si su insuficiencia contribuye a la producción del Hallux Valgus,

## Inervación
Está inervado por el nervio plantar medial, rama del nervio tibial.